# 씨앤커뮤니케이션즈
CN커뮤니케이션즈는 금영재가 설립한 선거 기획광고 대행사이다. CNP전략그룹으로 더 많이 알려져있다. 2012년 3월 CN커뮤니케이션즈로 개명하였다.

## 개요
2005년 2월에 설립되어 초기에 대학 학생회 사업과 통일운동 단체 관련 사업을 맡았고 이석기는 2012년 2월까지 회사를 운영하였다. 이 회사는 한국외국어대학교 글로벌캠퍼스와 서울대학교 등 30여개 대학 총학생회와 동아리 축제 기획 및 홍보사업 등의 계약을 맺어 매출을 올렸다. 또한 권영길 민주노동당 제17대 대통령 후보의 광고와 홍보를 맡으며 2007년 12월 한달에는 25억원의 수입을 거뒀다. CN커뮤니케이션즈에서의 수익이 이석기가 이끌고 있는 통합진보당의 당권파의 자금줄로 전용된 것은 아닌지에 대한 의혹이 있다.

## 사업 영역
CN커뮤니케이션즈는 CN-리서치라는 여론조사회사로 시작해 여론조사분석에 기초한 선거컨설팅, 광고홍보영역으로 발전했다. 회사는 자본금 4억원이지만 2011년 총매출이 120억원에 이른다. 설립자인 이석기는 2010년 설립한 사회동향연구소 사내이사로도 등재돼 있고 인터넷 매체 민중의 소리의 이사도 지냈다. 계열사인 길벗투어는 CN커뮤니케이션즈의 자회사로 2009년 대북 금강산 여행업을 하는 금강산통일연구원에서 21세기통일투어로 바꾸었다가 다시 현재 이름으로 개명했다. 업종도 여행업에서 출판업, 행사 대행업으로 넓혔다.

## 논란

### 일감 몰아주기
통합진보당의 전신인 민주노동당 비상대책위원회 집행위원장을 맡았던 최순영 전 의원은 "은행 보증까지 서서 특별당비까지 내며 당에 헌신했건만 당의 빚이 50억 원인 데다 피같이 낸 돈을 특정업체 CNP에 몰아줘 화가 났다"며 "2008년 당의 빚 50억 원 중 20억 원이 홍보비였고 이를 CNP에 맡겼더라"라고 폭로했다.
통합진보당의 공동대표였던 심상정은 한겨레 신문과의 인터뷰에서, "2008년 당 비상대책위원장을 맡은 다음날, CN커뮤니케이션즈에서 빚 갚으라고 내용증명이 날아왔다. 당의 부채 중에 40% 가까웠다. 깜짝 놀랐다"고 밝혔다. 그는 "많은 비중이 한 업체에 집중돼 돈의 용처라든지, 증빙서류, 입찰 절차 등이 투명하지 않았기 때문에, 또 자료가 불미했기 때문에 그걸 못 갖추면 당이 한 방에 날아갈 수 있다는 얘기도 있었다"고 말했다.
민주노총 산하의 노조로부터 광고대행 업무를 싹쓸이 했다는 의혹도 받았다. 이 과정에서 노조의 조합비가 CNP로 다수 흘러갔으며 광고계약서와 견적서만 남아있을 뿐 CNP가 실제 업무를 이행했는지를 증빙하는 영수증 등은 일부만 첨부돼 있는 것으로 나타났다.

### 부당거래
유시민 전 통합진보당 공동대표는 "국고보조금 쓴 게 투명하게 집행되지 않았다는 게 과거 보고서에도 있었다"며 CNP를 거론했다. 그는 "상식적으로 이석기씨는 민노당과 오랫동안 사업을 해온 업체 사장"이라며 "내부자의 시각으로는 동지적 관계일 수 있지만 밖에서 보면 당과 오랫동안 수십억원대 일해온 사람이 비례대표로 온 것"이라고 했다.
통합진보당의 한 당원도 당 홈페이지 당원게시판에 부당거래 의혹을 제기했다. 그는 심상정 전 통합진보당 공동대표가 한겨레 신문과 인터뷰에서 CNP그룹에서 빚을 갚으라는 내용증명이 날아왔다고 말한 데 대해선 "2007년 대선 직후 빚을 갚지 않는다고 내용증명을 보낸 간 큰 입찰업체 사장이 이 의원이었다. 수십 명의 사내 변호사를 대동한 삼성그룹조차 못하는 대담한 행동이다. 삥땅 이석기 선생"이라고 비꼬았다.
그는 "이처럼 좋은 장사가 어디 있나. 민노당을 비롯해 CNP에 걸려든 운동권은 호구였던 셈"이라며 "민노당이 CNP에 업종 평균보다 훨씬 높은 이익률을 보장해주고 채권 회수도 빨리 해준 것"이라고 주장했다. "CNP와 민노당이 부당한 고가 거래를 했다면 당 회계팀과 CNP 임직원은 업무상 배임죄로 처벌받게 될 것"이라고도 했다.

### 탈세
통합진보당의 한 당원은 당 홈페이지 당원게시판에서 '부실 이석기 선생의 돈벌이'라는 제목 등으로 그가 올린 글에 따르면 매출액이 2007∼2009년에 25억∼32억 원대였는데도 법인세를 한 푼도 안 냈다며 "절세의 달인, 대단하시다!"라고 폭로했다.